# استان دهوک

## مردم شناسی
استان دهوک (به کردی: پارێزگەها دھۆکێ) (به عربی: محافظة دهوك) از استان‌های کردنشین کشور عراق است که در شمال این کشور و در منطقه خودگردان کردستان قرار دارد.زبان مردم این استان، کردی کرمانجی می‌باشد. ریشه واژه دهوک از کلمه کُردی  ده یا روستا گرفته شده است و دهوک به معنی ده کوچک است. استان دهوک به همراه استان‌های اربیل، حلبچه و سلیمانیه چهار استان اقلیم خودمختار کُردستان عراق را تشکیل می‌دهند.
بیشتر ساکنان دهوک کردهای سنی‌مذهب هستند و اقلیتی از آشوری‌ها نیز در آن زندگی می‌کنند.
| دین مردم استان دهوک | دین مردم استان دهوک | دین مردم استان دهوک | دین مردم استان دهوک | دین مردم استان دهوک |
| ------------------- | ------------------- | ------------------- | ------------------- | ------------------- |
| قومیت               | قومیت               |                     | درصد                | درصد                |
| سنی                 | سنی                 |                     | ۹۰٪                 | ۹۰٪                 |
| آشوری               | آشوری               |                     | ۸٪                  | ۸٪                  |
| شیعه                | شیعه                |                     | ۲٪                  | ۲٪                  |

## تاریخچه
نام این منطقه در زبان آسوری نوهادرا است و پیش از ۱۹۶۹ میلادی بخشی از استان نینوا به شمار می‌رفت و استان موصل هم نامیده می‌شد. استان دهوک بهمراه استان نجف در تاریخ ۱۹۶۹/۰۴/۲۸ به صورت رسمی بعنوان هدیه تولد ۳۲ سالگی صدام حسین تأسیس شدند.
در خلال جنگ خلیج فارس در سال ۱۹۹۱، شهر دهوک تخلیه شد و به اشغال نیروهای بعثی درآمد اما به فاصله اندکی دوباره توسط نیروهای بارزانی تصرف شد.
از زمان سرنگونی صدام حسین در سال ۲۰۰۳، دهوک از رونق افتاده است.

## جغرافیا

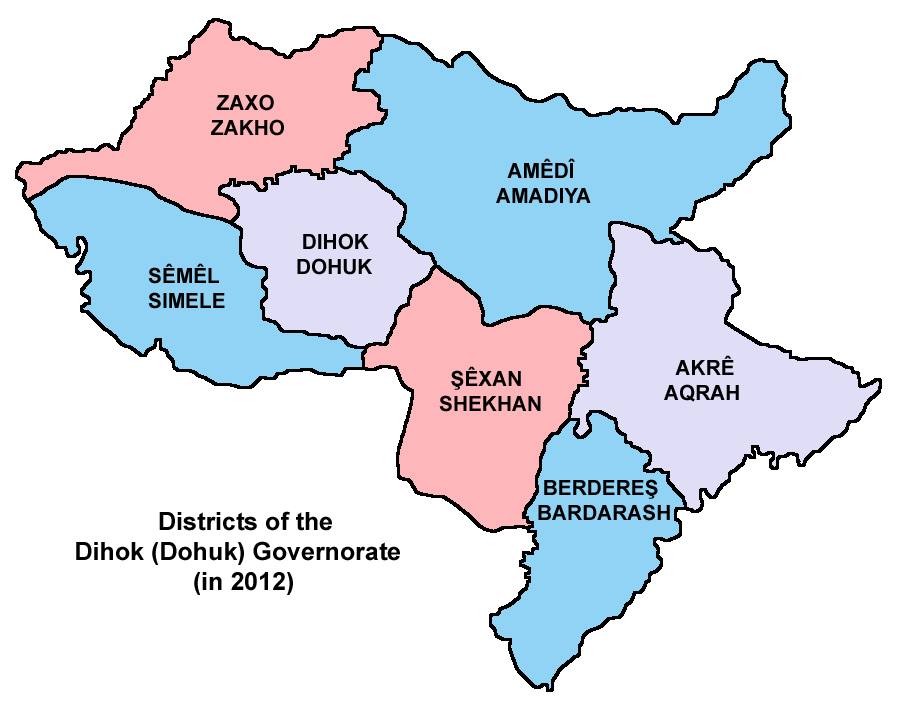
شهرستان‌های استان دهوک

استان دهوک به هفت شهرستان تقسیم شده است: عمادیه، دهوک، سمیل، زاخو، عقره، شیخان و برده‌رش.
شهر دهوک مرکز استان و زاخو از دیگر شهرهای مهم استان دهوک است.
شهرها و روستاهای استان دهوک عبارتند از: لالش، هاریکا آقا، بامارنی، شارمین، ارادن، اوزروگ، بردرش، ببدی، باختمه، دهی، داوودیه، دهوک، هارماش، هزنی، سرسنگ، زاویته، شاریا و خانکه.